# 布莱斯龙河
布莱斯龙河（法語：Blaiseron，法語發音：[blɛzʁɔ̃]）是法国大東部大區马恩省的河流，是布莱斯河的右支流，长20千米。